# Slah Karoui
  Slah Karoui    (Sussa, 11 de setembre de 1951) és un exfutbolista tunisià de la dècada de 1970.
Fou internacional amb la selecció de Tunisia amb la qual participà en la Copa del Món de futbol de 1978.
Pel que fa a clubs, destacà a Étoile Sportive du Sahel.